# Sus cebifrons
Javali das Visayas (Sus cebifrons) é uma espécie de mamífero da família Suidae. Endêmica das Filipinas.

## Nomenclatura e taxonomia
Duas subespécies são reconhecidas:
- Sus cebifrons cebifrons Heude, 1888 - encontrada em Cebu.
- Sus cebifrons negrinus Sanborn, 1952 - encontrada em Negros, Panay, e Masbate.